# Sixties (émission de télévision)
Sixties était une émission de télévision patrimoniale de Gérard Jourd'hui consacrée aux années 1960 et diffusée sur TV6 chaque mercredi de 20h30 à minuit du 5 mars 1986 au 26 février 1987, date à laquelle l'émission s'interrompt avec la disparition de TV6. Gérard Jourd'hui la relance de manière quotidienne sur La Cinq dès le 7 septembre 1987 sous le titre Vive la télé.

## Concept
L'émission était composée de trois parties :
- Des documents d'archives Gaumont sur l'ensemble de l'actualité des années 1960.

- Un épisode de trois séries télévisées de l'époque : 
  - Le Cheval de fer, auquel succède La Grande Vallée.
  - Les Chevaliers du ciel.
  - Destination Danger, auquel succède Au cœur du temps.

- Un show télévisé ou un film des années 1960.